# ترنج

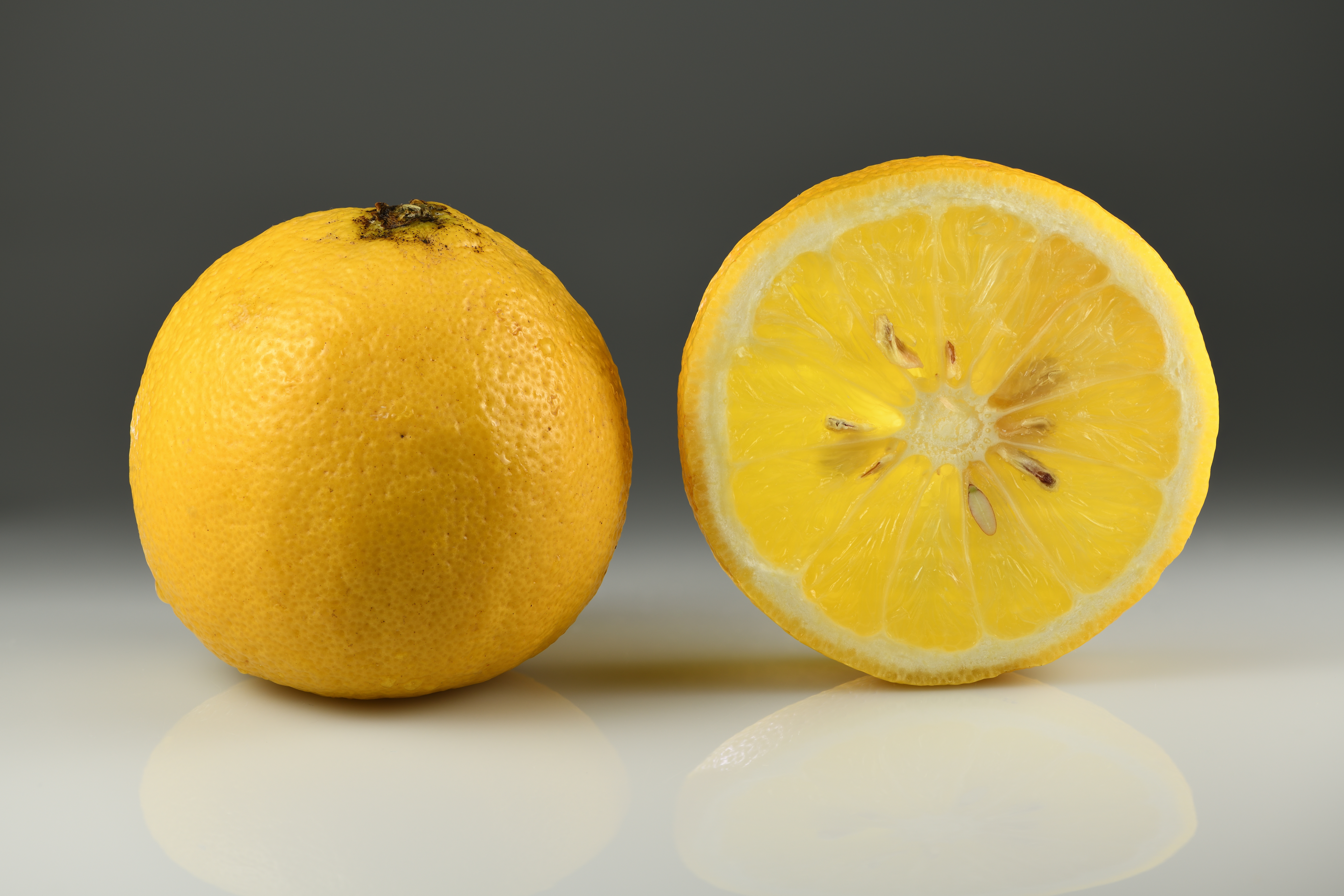
ترنج (برگاموت)

میوه ترنج یا برگاموت (به انگلیسی: Bergamot orange) و با نام علمی (Citrus bergamia Risso) (نام دیگر این گیاه در فارسی بالنگ است و برای تهیه انواع مربا از آن استفاده می‌شود) گیاهی از خانوادهٔ مرکبات است که میوه آن به اندازه پرتقال و به رنگ زرد لیمویی و خوش و عطر و بو است. مزه میوه ترنج اندکی تلخ‌تر از گریپ‌فروت است ولی ترشی آن از لیمو کمتر است. گرچه خاستگاه این گونه روشن نیست ولی این گیاه در مناطق مدیترانه‌ای می‌روید و در کشورهای ایتالیا و فرانسه به صورت تجاری کشت می‌شود. بنا بر تحقیقات ژنتیکی، ترنج احتمالاً از ترکیب لیمو و نارنج به‌وجود آمده‌است. از اسانس ترنج برای مزه دادن به انواع چای و شیرینی استفاده می‌شود.
درخت ترنج تا اندازه‌ای به یخبندان حساس بوده و در مناطق با یخبندان و سرمای کم به خوبی می‌روید. ترنج را می‌توان با پیوند زدن یا از طریق رویش دانه تکثیر کرد.